# 허형 (후한)
허형(許荊, ? ~ ?)은 후한 중기의 관료로, 자는 소장(少張)이며, 회계군 양선현(陽羨縣) 사람이다.

## 생애
젊어서 군의 아전을 지낼 적에, 형의 아들 허세(許世)가 원수를 죽였다. 원수의 집안에서는 병력을 이끌고 허세를 죽이러 갔고, 소식을 들은 허형은 원수의 집안으로 가 자신을 대신 죽여달라고 사죄하였다. 이미 군에서는 허형의 명성이 있었으므로 원수의 집안에서는 차마 죽이지 못하고 돌아갔고, 이로써 허형의 명성은 더욱 높아졌다.
이후 회계태수 황긍(黃兢)이 효렴으로 천거하였고, 허형은 경력을 쌓아 계양태수가 되었다. 계양군은 남쪽 오랑캐와 맞닿은 지역으로 풍속이 천박하고, 백성들은 학식이 없었다. 허형은 관혼상제와 예법을 가르쳐 백성들을 교화시켰다.
허형이 뇌양(耒陽)으로 행차하였을 때, 장균(蔣均)이라는 자가 형제와 재산을 다투어 서로 소송을 걸었다. 허형은 탄식하며 말하였다.
| “ | 나는 중임을 맡으면서도 교화를 이루지 못했으니, 이는 태수의 잘못이다. | ” |

그러고는 아전을 시켜 문서를 작성하여 정위에게 상신하였고, 장균 형제는 자기들의 행태를 부끄럽게 여겨 서로가 죄 받기를 청하였다.
허형은 계양을 12년 동안 다스렸고, 군의 늙은이들은 허형을 칭송하는 노래를 불렀다. 이후 허형은 병이 들어 조정에 돌아가 간의대부(諫議大夫)가 되었고, 재임 중 죽었다. 계양의 백성들은 허형의 사당과 비석을 세웠다.
손자 허욱 또한 벼슬하여, 관직이 태위에 이르렀다.

## 출전
- 범엽, 《후한서》 권76 순리열전